# Pezothrips dianthi
Pezothrips dianthi är en insektsart som först beskrevs av Hermann Priesner 1921.  Pezothrips dianthi ingår i släktet Pezothrips och familjen smaltripsar. Inga underarter finns listade i Catalogue of Life.